# Ben Fisk
Benjamin Anthony Fisk-Routledge, más conocido como Ben Fisk (Vancouver, Columbia Británica, 4 de febrero de 1993), es un futbolista canadiense de ascendencia inglesa. Juega de delantero y su equipo actual es el Atlético Ottawa.

## Trayectoria
Inició su carrera deportiva en diferentes clubes locales antes de unirse a la cantera del Vancouver Whitecaps en 2006. Permaneció en sus categorías inferiores hasta 2011, cuando debutó en el equipo sub-23.
El 16 de abril de 2013 fichó por el Charleston Battery en calidad de cedido firmando un contrato por una temporada. Disputó 9 partidos con el equipo, marcando 2 goles y dando 3 asistencias. Antes de marcharse de vuelta al Vancouver Whitecaps, permaneció en el Charleston Battery para realizar parte de la pretemporada de 2014.
El 8 de agosto de 2014 puso fin a su vinculación con el Vancouver Whithecaps para fichar por el Coruxo F. C. de la Segunda División B por una temporada.
El 11 de agosto de 2015 se hizo oficial su fichaje por el Deportivo de La Coruña "B" para la temporada 2015/16. Debutó en la primera jornada saliendo desde el banquillo, en una victoria frente al C. D. Boiro a domicilio (0–1).
El 4 de marzo Ben se convirtió en el primer fichaje histórico del Atlético Ottawa.

## Selección nacional
Tras jugar con la selección sub-20, fue convocado para dos amistosos frente a Bulgaria y Moldavia en 2014. Aun así, no pudo debutar como internacional todavía, ya que no disputó ningún minuto. También disputó los Juegos Panamericanos de 2015 en Toronto.

## Estadísticas

### Clubes
Actualizado al último partido jugado el 8 de mayo de 2016.
| Club                       | País           | Año       | Partidos (Liga) | Goles (Liga) |
| -------------------------- | -------------- | --------- | --------------- | ------------ |
| Vancouver Whitecaps II     | Canadá         | 2011-2013 | 27              | 8            |
| Charleston Battery         | Estados Unidos | 2013      | 9               | 2            |
| Coruxo F. C.               | España         | 2014-2015 | 24              | 4            |
| Deportivo de La Coruña "B" | España         | 2015-2016 | 21              | 0            |
| FC Edmonton                | Canadá         | 2016-2017 | 44              | 3            |
| Derry City F.C.            | Irlanda        | 2018      | 12              | 1            |
| Pacific F.C.               | Canadá         | 2019      | 24              | 6            |

### Selecciones
Actualizado al último partido jugado el 10 de octubre de 2015.
| Selección     | País   | Periodo | Partidos (goles) |
| ------------- | ------ | ------- | ---------------- |
| Canadá sub-20 | Canadá | 2013    | 7 (0)            |
| Canadá sub-23 | Canadá | 2015-   | 5 (1)            |